# گمینا گولینا
گمینا گولینا (به لهستانی:  Gmina Golina) یک گمینا در لهستان است که در شهرستان کونگن واقع شده‌است. گمینا گولینا ۹۹٫۰۵ کیلومتر مربع مساحت و ۱۱٬۳۲۶ نفر جمعیت دارد.